# Les Temps parallèles
Up the Line
Les Temps parallèles (titre original : Up the Line) est un roman de science-fiction de Robert Silverberg, publié en 1969. L'intrigue tourne principalement autour des paradoxes du voyage temporel, et se distingue aussi par une forte dose de sexe et d'humour. Il est nommé au prix Nebula en 1969, et au prix Hugo en 1970, se classant derrière La Main gauche de la nuit (The Left Hand of Darkness) d'Ursula K. Le Guin à ces deux prix. Il paraît d'abord en série dans Amazing Stories en 1969, avant d'être publié plus tard la même année au format de livre de poche par Ballantine Books.

## Résumé
Le roman est composé de 63 chapitres.
Jud Elliott III, étudiant de Harvard, a échoué à son master d'histoire en 2059. Lassé de son travail de clerc de notaire, il trouve un emploi au Service Temporel (Time Service) en qualité de messager temporel (Time courier). Après un cours d'initiation, Jud monte et descend la ligne du temps : remonter la ligne (up the line), c'est entreprendre un voyage dans le passé ; descendre la ligne (down the line) , c'est un voyage dans l'avenir, mais seulement jusqu'au « maintenant » de Jud de 2059. Les voyages temporels sont strictement encadrés, faisant l'objet d'une surveillance impitoyable d'une patrouille temporelle (Time Patrol) d'agents de sécurité chargés de réparer les éventuels changements du cours des événements provoqués par les visiteurs en provenance de l'avenir. Jud est guide pour les touristes visitant l'ancienne Constantinople. Parmi les problèmes auxquels il doit faire face il y a non seulement le comportement souvent stupide des touristes, mais aussi celui de ses propres  collègues avides et mentalement instables qui tentent de provoquer divers types d'altérations du passé. Il est alors obligé de briser les règles afin de corriger les choses sans attirer l'attention de la patrouille.
Lorsqu'il tombe amoureux du « merveilleux paradoxe transtemporel appelé Pulchérie » — sa propre arrière-arrière grand-mère —, Jud succombe à l'attrait du passé, crée des paradoxes irréparables et tombe alors inévitablement dans les griffes de la patrouille temporelle.
Le récit de Silverberg contient des détails astucieusement élaborés sur les problèmes d'un « tourisme temporel ». Par exemple, le nombre de touristes qui, au fil des ans, souhaitent assister au Sermon sur la montagne a augmenté l'audience de l'événement d'une douzaine de témoins comme c'était probablement le cas à l'origine, à une foule de centaines voire des milliers de personnes. Les guides touristiques qui reviennent sur le site d'un événement déjà visité doivent aussi veiller à ne pas scruter leur environnement de trop près, de peur de s'apercevoir eux-mêmes en train de guider une autre groupe de touristes.
L'intérêt de Silverberg pour la période byzantine lui permet de donner une description vivante de Constantinople sous le règne de Justinien et des émeutes de Nika en 532.

## Réception
Algis Budrys a émis une critique défavorable des Temps parallèles, le décrivant comme « surtout remarquable par la quantité de sexe mis en scène sous des aspects variés, dans ce qui serait sans cela une suite de petites nouvelles composées essentiellement de longs passages descriptifs sur Constantinople » (« mostly notable for the amount and kind of sex introduced into what would be a short story or novelette if it weren't for that, and for long, descriptive passages on Constantinople »). Dans sa revue, il discute aussi assez longuement de divers éléments illogiques dans l'intrigue du roman.
Dans le monde francophone, l'écrivain Jean-Pierre Andrevon y voit pour sa part, en 1977, « un pastiche à la fois délirant et hilarant de La Patrouille du temps de Poul Anderson (qui apparaît, guest-star, le temps d'une séquence, sous le nom de Bruce Sanderson) ». Selon cet auteur, on y trouve une « audace sexuelle discrète mais omniprésente », par exemple lorsque le héros, au chapitre 41, réalise son fantasme d'aventure extrême avec l'impératrice de Byzance Théodora réputée la plus experte des femmes de son temps en la matière : « expérience décevante, car Théodora, bien qu'experte, fait l'amour de manière mécanique et sans âme ».

## Illustrations

Sainte-Sophie à Constantinople est souvent évoquée dans le roman, faisant l'objet de visites touristiques guidées par le héros au VIe siècle.
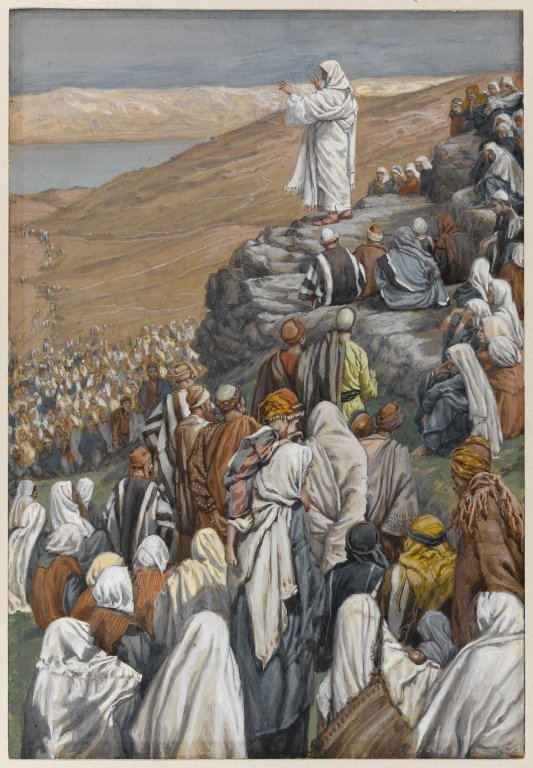
Dans Les Temps parallèles, l'assistance du Sermon sur la montagne augmente au fil des visites touristiques de l'événement.

## Œuvres dérivées
Dans les années 1990 ont paru six livres se déroulant tous dans le même univers de fiction que les Temps parallèles , que l'on a appelés Les circuits touristiques temporels de Robert Silverberg (Robert Silverberg's Time Tours) :
- The Robin Hood Ambush de William F. Wu
- Glory's End de Nick Baron
- Timecrime, Inc. de Debra Doyle et James D. Macdonald
- The Dinosaur Trackers de Thomas Shadwell
- The Pirate Paradox de Greg Cox et Nick Baron
- Caesar's Time Legions de Jeremy Kingston

## Éditions françaises
- Marabout, coll. Science-Fiction, no 592, 1976 ;
- Presses de la Cité, coll. Futurama - Superlights, no 20, 1984  (ISBN 2-258-01468-9) ;
- dans Time Opera Bélial no 23, 2004  (ISBN 2-84344-053-X) ;
- Livre de poche, coll. SF no 7282, 2006  (ISBN 2-253-11331-X).